# Joseba Llorente
Joseba Llorente Echarri (Fuenterrabía, Guipúzcoa, España, 24 de noviembre de 1979) es un exfutbolista español.
Ocupaba la demarcación de delantero centro.
Durante su carrera como futbolista jugó en cinco clubes diferentes de la Liga Española de Fútbol: Real Sociedad, SD Eibar, Real Valladolid, Villarreal CF y CA Osasuna. Durante 10 temporadas en la Primera División Española participó en 179 encuentros y marcó 50 goles.

## Trayectoria

### Primera etapa en la Real Sociedad
Joseba Llorente es natural de la localidad guipuzcoana de Fuenterrabía, donde nació en 1979. Fue captado por la Real Sociedad en categoría infantil, categoría a partir de la cual se formó en el club donostiarra. Con el equipo juvenil de la Real se proclamó campeón de Liga. En 1998 dio el salto al equipo filial, la Real Sociedad B. En su primera temporada y jugando en Tercera División fue titular habitual del equipo, con 38 partidos y 15 goles.
La temporada siguiente siguió en el filial, pero sus excelentes números le abrieron la posibilidad de tener oportunidades en el primer equipo. Durante la temporada 1999-2000 entrenó habitualmente con la primera plantilla y Bernd Krauss le hizo debutar con la Real Sociedad en la Primera División Española el 3 de octubre de 1999 en La Romareda al sacarlo para jugar los últimos 5 minutos del Real Zaragoza-Real Sociedad (2:0). El jugador tenía todavía 19 años. Ya con Javier Clemente como entrenador tuvo otra oportunidad en el Real Sociedad-Numancia (2:1) del 28 de noviembre. En aquel partido, el segundo que jugaba con la Real en Liga y que suponía su debut en casa, Llorente marcó inmediatamente después de entrar al campo como sustituto. Este gol de cabeza fue su primer gol con la Real y supuso el gol de la victoria en un partido ante un rival directo por la permanencia. Aunque Llorente fue habitual como sustituto durante los dos siguientes meses, no jugó más a partir de febrero En el tramo final de la temporada Llorente volvió al filial, que trataba de lograr el ascenso a la Segunda División B, y aunque el equipo logró acceder a la eliminatoria de ascenso, no logró finalmente ascender.
Poco antes de finalizar la temporada 1999-2000 la Real prorrogara el contrato que mantenía con Llorente hasta 2003, con posibilidad de renovarlo automáticamente temporada a temporada hasta 2006.
En el verano de 2000 se anunció la cesión de Llorente por una temporada a la Sociedad Deportiva Eibar de la Segunda División Española. Una lesión de rodilla le impidió jugar al comienzo de temporada y no debutó hasta noviembre con el Eibar. Una vez logró debutar, consiguió rápidamente hacerse con un puesto como titular jugando de segundo delantero. En dos meses logró marcar 4 goles en 8 partidos. Sin embargo Llorente no completó el año de cesión. La Real Sociedad pasaba de nuevo problemas clasificatorios y a comienzos de enero de 2001, al poco de llegar el nuevo entrenador John Benjamin Toshack a la Real, reclamó que Llorente retornara al club.
Aunque Llorente volvió de nuevo con ficha del filial, Toshack le dio la titularidad en el primer equipo. Llorente marcó 2 goles ante Racing y Rayo, pero sus problemas en la rodilla le impidieron continuidad ese año. Jugó 9 partidos con el primer equipo esa media temporada y marcó 2 goles, consiguiendo los mejores números de su paso por la Real.
En la temporada 2001-02 Toshack no le dio continuidad, disputando tan solo 67 minutos en toda la temporada en 4 partidos. Durante un tramo de la temporada y dado que todavía disponía de ficha del filial, se vio obligado a volver a disputar partidos con la Real Sociedad B en Segunda División B. En abril de 2002 pasó por el quirófano para operarse del menisco y así acabar con las lesiones crónicas de rodilla que sufría, y esto supuso el final de su temporada.
En la temporada 2002-03, con un nuevo técnico, Raynald Denoueix, la Real Sociedad contaba con una de las mejores delanteras de su historia, con Darko Kovačević y Nihat Kahveci como titulares, y con Dmitri Jojlov y Oscar de Paula como suplentes.  Por esto Llorente casi no tuvo oportunidades de participar en aquella temporada, jugando tan sólo 2 partidos, aunque marcó un gol al Recreativo de Huelva, su último gol en el último partido que disputó como realista.
Con Nihat, Kovacevic y De Paula en plantilla, al finalizar esa campaña la Real prorrogó por una temporada el contrato de Llorente, pero con la intención de cederlo para la temporada 2003-04 a la SD Eibar. Por primera vez desde que jugó en la Real Sociedad B en la temporada 1998-99, Llorente dispuso de más de 30 partidos en una temporada. Llorente completó en Eibar unos registros goleadores bajos.
Al finalizar la temporada 2003-04, la Real Sociedad anunció a Llorente que no ejercería su opción de prorrogar el contrato y que por lo tanto no seguiría en el club la siguiente temporada, poniendo así fin a la vinculación del hondarribitarra con el club donostiarra.

### Resurgir en el Eibar
José Luis Mendilibar, entrenador fichado para la temporada 2004-05 por el Eibar insistió en el que el equipo armero debía fichar a Llorente en propiedad.
La temporada 2004-05 fue la de la consagración de Llorente. El Eibar rozó el ascenso a la Primera División Española y Llorente fue el claro referente en ataque de los armeros, marcando 18 goles, su récord anotador en una temporada. Fue el segundo máximo goleador de la categoría. En Éibar, Llorente se hizo con un récord al convertirse en el máximo artillero del Eibar en Segunda División de la historia con 26 goles.
Al acabar la temporada fichó por el Real Valladolid, uno de los favoritos al ascenso de la Segunda División.

### Vuelta a Primera División con el Real Valladolid
En el verano de 2005 fichó por el Real Valladolid por cinco temporadas. Los blanquivioletas pagaron al Éibar cerca de 600 000 euros por el fichaje del jugador. En Valladolid Llorente se convirtió en el principal delantero del equipo y tras dos años marcando 29 goles, volvió a Primera División, junto al que también fue su entrenador en el Eibar, José Luis Mendilibar.
El 13 de enero de 2008 consiguió su primer triplete en un partido contra el Recreativo de Huelva, con el Real Valladolid, que acabó 3-1. El 20 de enero de 2008 batió un récord al lograr el gol más rápido de la historia de la Primera División Española, al anotar un tanto a los 7,08 segundos de iniciarse el partido Valladolid-Espanyol, en el que también marcó otro gol y que acabó con victoria pucelana por 2-1. Superó en casi 1 segundo al gol de Darío Silva que le marcó el Málaga C.F. al Valladolid en la temporada 2000-2001.
Durante su etapa en el Valladolid logró 45 goles en 99 partidos.

### Etapa en el Villarreal
El 26 de mayo de 2008 se confirmó su fichaje por el Villarreal CF con un contrato de 4 campañas, siendo presentado el día 27.
El 21 de octubre de 2008 anotó un triplete en la fase de liguilla de la Liga de Campeones, en el partido que enfrentaba a su club, el Villarreal CF, contra el Aalborg BK, encuentro que finalmente ganaría el equipo español con un marcador de 6 goles a 3.
Durante su estancia en el Villarreal el delantero vasco consiguió anotar 24 tantos en 61 partidos.

### Vuelta a la Real Sociedad
El 18 de junio de 2010 se confirmó su fichaje por la Real Sociedad con un contrato de 4 campañas. Llorente fue el principal fichaje de la Real para afrontar el regreso a la Primera División, tras estar 3 temporadas en Segunda. Durante la primera mitad de la temporada 2010-11 su rendimiento fue bueno. El 30 de agosto de 2010 la Real debutó en Liga ante el Villarreal CF con victoria por 1 a 0, asistiendo el gol local. Sin embargo a los pocos días de ese debut comenzó una sucesión de problemas en la espalda de Llorente que se iniciaron en un amistoso contra el Racing de Santander a principios de septiembre. Llorente tuvo que parar unos días hasta que desaparecieron los dolores lumbares que padecía y se perdió por ello 3 partidos de Liga. Una vez recuperado fue suplente durante los siguientes 3 partidos y Raúl Tamudo fue el titular. Sin embargo logró recuperar la titularidad a partir de la jornada 7 en el encuentro Levante-Real Sociedad. Marcó su primer gol de la temporada en la siguiente jornada, en casa ante el Depor. Durante la primera vuelta de la Liga, tras superar sus problemas físicos, marcó 5 goles, dio 6 asistencias y fue titular habitual. 

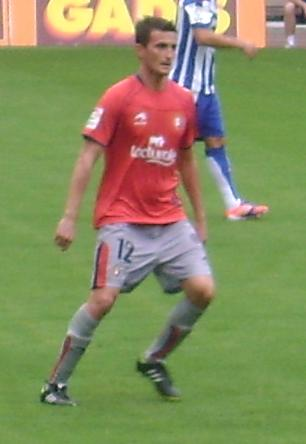
Joseba Llorente jugando en el Osasuna, cedido por la Real Sociedad.

A finales de enero, tras jugar el primer partido de la segunda vuelta en Villarreal el jugador tuvo que volver a parar por nuevos dolores lumbares y parestesia en las piernas. Se encontró que la causa de sus molestias era una hernia de disco, que requería un largo tratamiento de recuperación. Llorente no se recuperó hasta acabada la temporada y por ello no jugó más.
En la temporada 2011-12,  Llorente, ya recuperado, pudo iniciar la pretemporada con el resto de sus compañeros, pero desde el primer momento el nuevo entrenador de la Real, el francés Philippe Montanier, apenas contó con el jugador. Durante la temporada 2011-12 Llorente disputó solo 255 minutos en la Liga, repartidos en 17 partidos en muchos de estos no jugó más que los 10 o 15 minutos finales. Solo disputó un partido completo, el único en el que fue titular. En Copa jugó 3 partidos.

### Cesión en Osasuna y final de carrera
Al finalizar la temporada Montanier comunicó a Llorente que no contaba con él de cara a la siguiente campaña, por lo que el jugador y el club buscaron una salida a su situación. El 1 de agosto de 2012 se confirmó su cesión hasta final de temporada al CA Osasuna. En el equipo navarro se reencontró con José Luis Mendilibar, quien había sido entrenador suyo en Eibar y Valladolid.
En las primeras jornadas de la Liga, Mendilibar usó al guipuzcoano como punta del equipo rojillo y Llorente llegó a marcar, un año y medio más tarde. Fue en la jornada 2, marcando un gol al FC Barcelona (1:2). Cuando Kike Sola se recuperó de su lesión, Llorente fue relegado a la suplencia por el canterano de Osasuna y pasó a tener un papel secundario en el equipo navarro durante el resto de la campaña. Llorente disputó 990 minutos de juego en la Liga y fue titular en 10 encuentros, pero solo consiguió marcar dos goles en toda la temporada.
El 30 de junio de 2013 finalizó su periodo de cesión en Osasuna y el jugador debía volver a la Real Sociedad, equipo con el que contaba todavía con un año de contrato. Sin embargo el mismo día de su reincorporación, el 1 de julio, se anunció oficialmente que club y jugador habían acordado rescindir ese año de contrato. El anuncio de su retirada definitiva se produjo unos meses más tarde, en octubre, cuando Llorente anunció en varios medios de comunicación que dejaba definitivamente el fútbol tras no haber recibido ninguna oferta interesante.

## Clubes
| Club            | País   | Año       |
| --------------- | ------ | --------- |
| Real Sociedad   | España | 1999-2000 |
| SD Eibar        | España | 2000-2001 |
| Real Sociedad   | España | 2001-2003 |
| SD Eibar        | España | 2003-2005 |
| Real Valladolid | España | 2005-2008 |
| Villarreal CF   | España | 2008-2010 |
| Real Sociedad   | España | 2010-2012 |
| CA Osasuna      | España | 2012-2013 |

## Estadísticas
| Temporada              | Club                   | Categoría              | Liga  | Liga  | Copa  | Copa  | Europa | Europa | Total | Total |
| Temporada              | Club                   | Categoría              | Part. | Goles | Part. | Goles | Part.  | Goles  | Part. | Goles |
| ---------------------- | ---------------------- | ---------------------- | ----- | ----- | ----- | ----- | ------ | ------ | ----- | ----- |
| 1998/99                | Real Sociedad B        | Tercera División       | 38    | 15    | -     | -     | -      | -      | 38    | 15    |
| 1999/00                | Real Sociedad B        | Tercera División       | 17    | 8     | -     | -     | -      | -      | 17    | 8     |
| 1999/00                | Real Sociedad          | Primera División       | 8     | 1     | 1     | 0     | -      | -      | 9     | 1     |
| 2000/01                | Éibar (cedido)         | Segunda División       | 8     | 4     | -     | -     | -      | -      | 8     | 4     |
| 2000/01                | Real Sociedad B        | Tercera División       | 0     | 0     | -     | -     | -      | -      | 0     | 0     |
| 2000/01                | Real Sociedad          | Primera División       | 9     | 2     | -     | -     | -      | -      | 9     | 2     |
| 2001/02                | Real Sociedad          | Primera División       | 4     | 0     | -     | -     | -      | -      | 4     | 0     |
| 2001/02                | Real Sociedad B        | Segunda División B     | 9     | 3     | -     | -     | -      | -      | 9     | 3     |
| Total Real Sociedad B  | Total Real Sociedad B  | Total Real Sociedad B  | 64    | 26    | -     | -     | -      | -      | 64    | 26    |
| 2002/03                | Real Sociedad          | Primera División       | 2     | 1     | -     | -     | -      | -      | 2     | 1     |
| 2003/04                | Éibar (cedido)         | Segunda División       | 33    | 4     | 1     | 0     | -      | -      | 34    | 4     |
| 2004/05                | Éibar                  | Segunda División       | 38    | 18    | 1     | 0     | -      | -      | 39    | 18    |
| Total SD Eibar         | Total SD Eibar         | Total SD Eibar         | 79    | 26    | 2     | 0     | -      | -      | 81    | 26    |
| 2005/06                | Valladolid             | Segunda División       | 36    | 12    | 1     | 0     | -      | -      | 37    | 12    |
| 2006/07                | Valladolid             | Segunda División       | 26    | 17    | 5     | 1     | -      | -      | 31    | 18    |
| 2007/08                | Valladolid             | Primera División       | 36    | 15    | 3     | 1     | -      | -      | 39    | 16    |
| Total Real Valladolid  | Total Real Valladolid  | Total Real Valladolid  | 98    | 44    | 9     | 2     | -      | -      | 107   | 46    |
| 2008/09                | Villarreal             | Primera División       | 32    | 15    | 1     | 0     | 7      | 4      | 40    | 19    |
| 2009/10                | Villarreal             | Primera División       | 29    | 9     | 3     | 0     | 7      | 1      | 39    | 20    |
| Total Villarreal CF    | Total Villarreal CF    | Total Villarreal CF    | 61    | 24    | 4     | 0     | 14     | 5      | 79    | 39    |
| 2010/11                | Real Sociedad          | Primera División       | 18    | 5     | 2     | 0     | -      | -      | 20    | 5     |
| 2011/12                | Real Sociedad          | Primera División       | 17    | 0     | 3     | 0     | -      | -      | 20    | 0     |
| Total Real Sociedad    | Total Real Sociedad    | Total Real Sociedad    | 58    | 9     | 6     | 0     | -      | -      | 64    | 9     |
| 2012/13                | CA Osasuna (cedido)    | Primera División       | 24    | 1     | 1     | 1     | -      | -      | 25    | 2     |
| Total Primera división | Total Primera división | Total Primera división | 179   | 49    | 28    | 3     | 14     | 5      | 221   | 67    |

- Actualizado 30 de junio de 2013.